# Casa dei Setacci

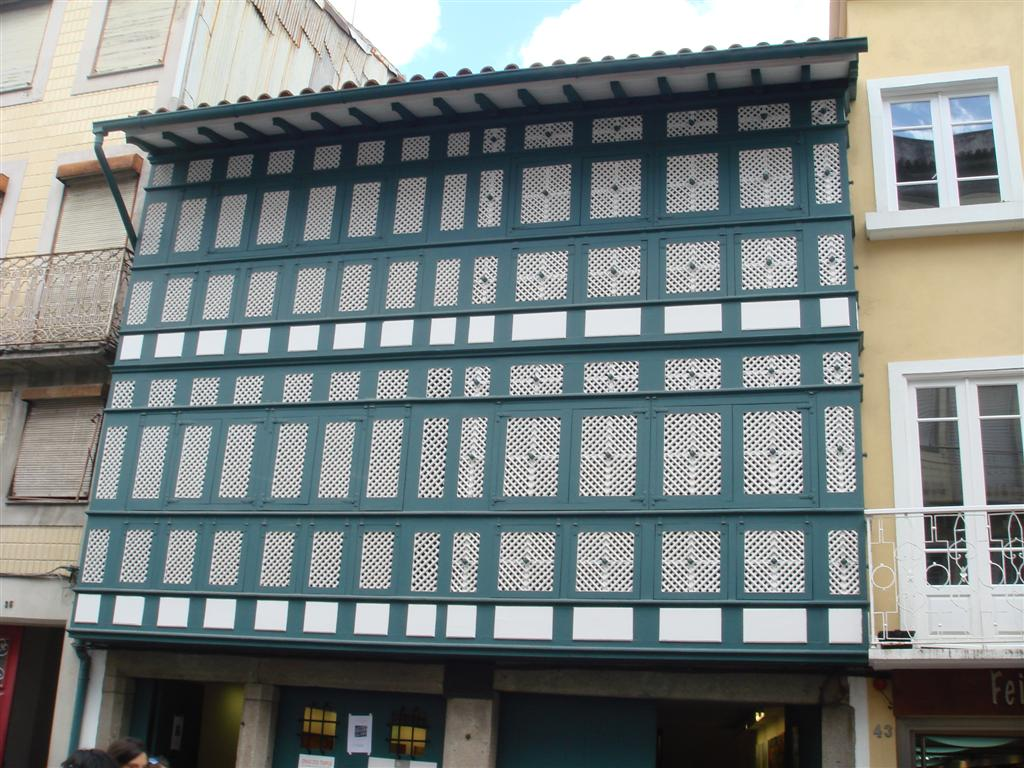
Casa dei Setacci, Braga.

La Casa dei Setacci, anche conosciuta come Casa delle Persiane, è situata nella frazione di São João do Souto, città e comune di Braga, nell'omonimo distretto, in Portogallo.

## Storia
Venne eretta a cavallo fra il Diciassettesimo secolo e il Diciottesimo secolo.
Si distingue per la facciata interamente coperta da persiane : "(...) a partire dal XVII secolo, quando l'ambiente eccessivamente religioso fece coprire le finestre con persiane che avrebbero dato a Braga l'aspetto di una città musulmana".
È classificata come Patrimonio culturale dal 1971.